# Quetena Chico
Quetena chico es una comunidad de las tierras altas de Bolivia, ubicada en el suroeste del país. Administrativamente se encuentra en el municipio de San Pablo de Lípez de la provincia de Sud Lípez en el departamento de Potosí. Se sitúa próxima al límite de la Reserva Nacional de Fauna Andina Eduardo Abaroa, a una altitud de 4,191 m s. n. m. Tiene una población de aproximadamente 800 habitantes (2010).
La comunidad se ubica en una zona con pendiente suave, presentando ondulaciones y está flanqueada por serranías de baja altura con pendientes suaves a fuerte.

## Geografía

### Clima
El clima de Quetena Chico es árido frío (BWk), según la clasificación climática de Köppen. La temperatura promedio anual de la región es de aproximadamente 6 °C, las temperaturas medias mensuales varían solo de manera significativa entre un buen 1 °C en junio/julio y poco menos de 9 °C en diciembre/enero. La precipitación anual es muy baja a 127 mm, es de abril a octubre con un promedio mensual de menos de 5 mm, solo en los meses de verano del sur de enero y febrero caen precipitaciones considerables.

```
        Climograma de Quetena Chico   
Fuente:
 GeoKLIMA
[
1
]
```

## Viviendas
En la localidad las viviendas son del tipo rústico rural-campesino cuyo centro habitacional es un patio, del cual se distribuye el acceso a los cuartos habitacionales. La cocina y baño en su generalidad están separados del grupo de habitaciones. Los materiales empleados en la construcción son el adobe en muros, la teja y calamina en cubiertas, los revestimientos son barro y yeso interiormente y barro en exteriores; los pisos una parte tiene cemento y la otra son de tierra compactada.

## Economía
Las principales actividades económicas son: la ganadería de camélidos y ovejas, y el turismo. La agricultura es incipiente por las extremas condiciones climáticas de la zona. Por ello, se desarrolló una agricultura de subsistencia en carpas solares.

## Transporte
Quetena Chico se ubica a 584 kilómetros por carretera al suroeste de Potosí, la capital del departamento.
Desde Potosí, la carretera nacional Ruta 5 conduce al suroeste durante 208 km hasta Uyuni, y desde allí la Ruta 21 durante otros 96 km hasta Atocha. Desde Atocha, una carretera rural conduce en dirección sureste a lo largo de la antigua vía del ferrocarril durante 23 km hasta Escoriani y luego abandona la vía del ferrocarril en dirección suroeste. Después de trece kilómetros se llega a Tatasi y tras otros 29 km se llega a San Vicente.
Desde allí parte una carretera rural sin asfaltar en dirección suroeste, que supera en su camino un paso de unos 4750 msnm de altitud y tras 88 km en dirección suroeste llega a San Pablo de Lípez y después de otros 50 km a San Antonio de Lípez. Desde allí son otros 63 km con pasos de 4900 msnm hasta la entrada del Reserva nacional de fauna andina Eduardo Abaroa y catorce kilómetros hasta finalmente llegar a Quetena Chico.